# Rappbodetalsperre
De Rappbodetalsperre of Rappbode-Talsperre is een grote stuwdam in de Harz, in de gemeente Oberharz am Brocken in de Landkreis Harz in Saksen-Anhalt. Het ligt tussen de plaatsen Hasselfelde, Tanne, Elbingerode en Thale.
De stuwdam, met 106 meter de hoogste van Duitsland, stuwt de Rappbode. Het Rappbodestuwmeer is met een volume van 109,08 miljoen m³ het grootste stuwmeer van de Harz en behoort samen met het stuwmeer van de Grote Dhüntalsperre tot de grootste stuwmeren – als drinkwaterreservoir – van Duitsland.